# Vogonok
A vogon faj egy fiktív faj Douglas Adams Galaxis útikalauz stopposoknak című sci-fi sorozatában. Ők a galaxis kormányának bürokratái.

## Jellemzőjük

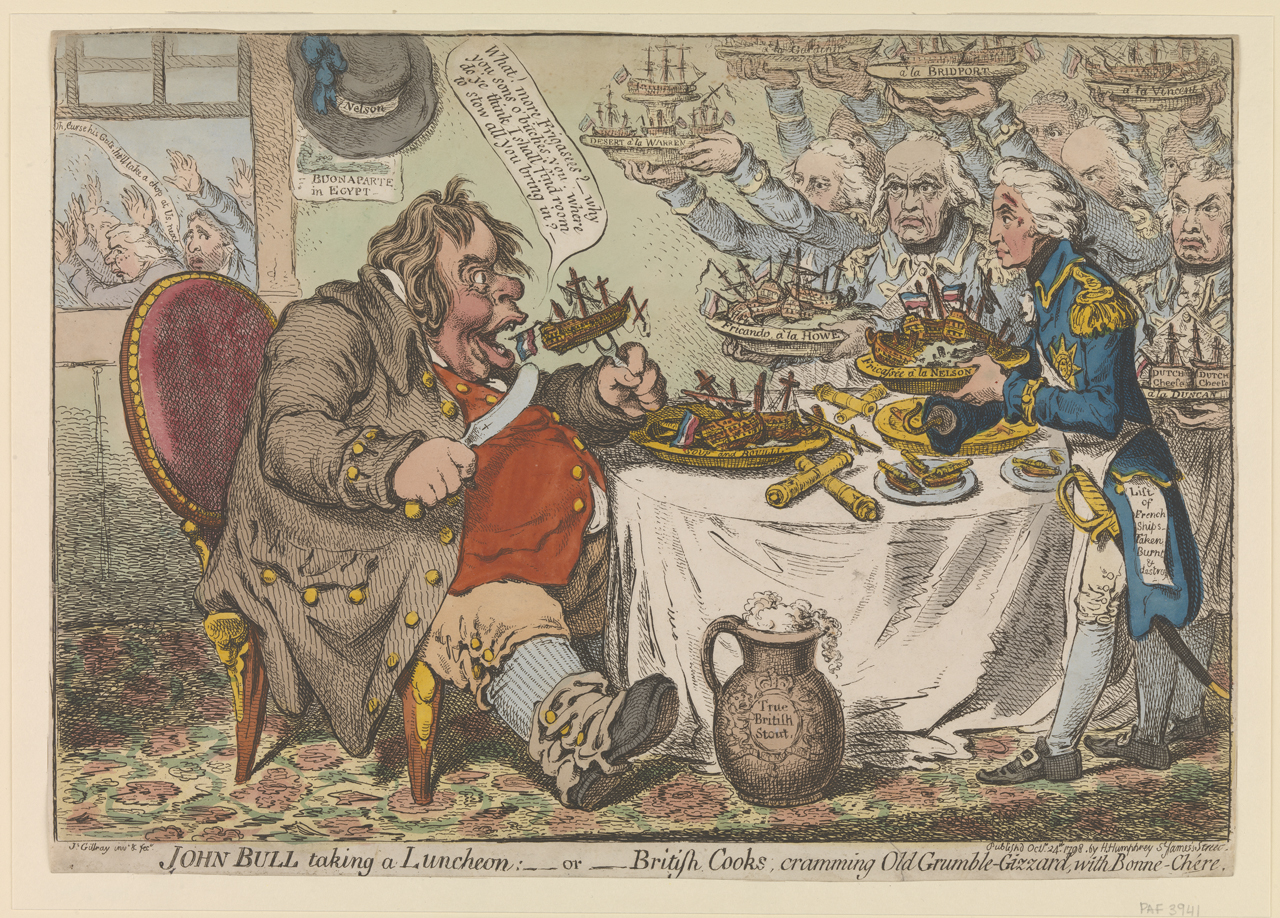
James Gillray alkotása, mely a vogonok külsejének alapját adta

Garth Jennings, a Galaxis útikalauz stopposoknak mozifilm változatának rendezője a vogonok külsejét James Gillray rajzoló munkája alapján dolgozta ki. Jenning szerint Gillray „alakjai annyira groteszkek... amikor rájuk néztünk, láttuk, hogy ezek a vogonok.” Megjelenésük a televíziós sorozatban és a mozifilmben eltérő.
Két lábon járnak, két karjuk van, végtagjaik tömzsik, egy fejük van, és általában igen hájasak. Zöld, nyálkás bőrük van, magasságuk 3-4 méter és köztudottan nem gonoszak, csupán buták, bürokratikusak és vérszomjasak. Nem kedvelik a stopposokat, és amint megjelenik egy a sárga kitüremkedésekből álló hajójukon, könyörtelenül az Univerzum vákuumába lökik őket, ami természetszerűleg a stoppos halálához vezet. 
A vogonok általában egy lézerfegyvert hordanak maguknál: ez a nyakukban lóg, négyzet alapú, 9 nagyon rövid (pár centiméteres) csövet tartalmaz. A rövid csövek miatt a fegyver pontatlan, általában egy vogon nem jelent veszélyt az ellenfelére, de amikor csapatban támadnak, akkor a sok fegyver kartácsszerű tüzet zúdít az ellenségre.

## Költészetük
A vogon költészet emberi mércével mérve nagyon rossz, amire az idők során ők is rájöttek. Ezért foglyaiknak rendszeresen felolvassák a verseiket, amibe a foglyok többsége beleőrül. A Galaxis útikalauz stopposoknak-művekben egy vogon vers hangzik el. Egy második Neil Gaiman Don't Panic: The Official Hitchhiker's Guide to the Galaxy Companion című könyvének mellékletében még egy olvasható, a következő a második rádiójátékban, majd a negyedik a regénysorozat Eoin Colfer által írt Ja, és még valami... című hatodik részében.